# Châtillon (Fryburg)
Châtillon – gmina (fr. commune; niem. Gemeinde) w Szwajcarii, w kantonie Fryburg, w okręgu Broye.   

## Demografia
W Châtillon mieszka 520 osób. W 2020 roku 6,2% populacji gminy stanowiły osoby urodzone poza Szwajcarią.